# Włodzimierz Kwaśniewicz
Włodzimierz Janusz Kwaśniewicz (ur. 3 września 1947 w Zielonej Górze, zm. 31 stycznia 2025) – polski historyk, znawca broni, muzealnik, wykładowca akademicki, doktor nauk humanistycznych, publicysta, biegły sądowy z zakresu historii sztuki i pisarz.

## Życiorys
Studia ukończył w 1976 roku na Uniwersytecie im. Adama Mickiewicza w Poznaniu. Twórca i dyrektor Lubuskiego Muzeum Wojskowego w Zielonej Górze z siedzibą w Drzonowie. Autor wielu książek i artykułów o dawnej broni i uzbrojeniu ochronnym, z których większość została opublikowana przez wydawnictwo Bellona.
Zmarł 31 stycznia 2025 roku. Pochowany został na cmentarzu komunalnym w Zielonej Górze.

## Odznaczenia i wyróżnienia
- Medal „Pro Patria” (2014) przyznany przez Kierownika UdSKiOR Jana Stanisława Ciechanowskiego[5].
- statuetka "Dobosz Powstania Wielkopolskiego" (2010) przyznawana przez Zarząd Główny Towarzystwa Pamięci Powstania Wielkopolskiego 1918/1919[6].
- Honorowy Obywatel Miasta Zielona Góra (2007).
- Złoty Krzyż Zasługi (1998)[7]
- Krzyż Kawalerski Orderu Odrodzenia Polski (2022)[8]

## Publikacje
- 1000 słów o broni białej i uzbrojeniu ochronnym (Warszawa 1981, II wyd. Warszawa 1989)
- 1000 słów o dawnej broni palnej (Warszawa 1987)
- Okiem kolekcjonera, czyli o dawnej broni gawędy (Zielona Góra 1987)
- Szabla polska od XV do końca XVIII w. Szkice o konstrukcji, typologii i symbolice (Zielona Góra 1988)
- Pięć wieków szabli polskiej (Warszawa 1993)
- Od rycerza do wiarusa, czyli słownik dawnych formacji, funkcji, instytucji i stopni wojskowych (Zielona Góra 1993)
- Historia szablą pisana, czyli szable znanych Polaków I i II Rzeczpospolitej (Zielona Góra 1998), ISBN 83-901114-7-0
- Leksykon broni białej i miotającej (Warszawa 2003)
- Leksykon dawnej broni palnej (Warszawa 2004)
- Leksykon dawnego uzbrojenia ochronnego (Warszawa 2005)
- Polskije sabli (S.-Pietierburg 2005)
- Szable sławnych Polaków (Warszawa 2006)
- Dzieje szabli w Polsce (Zielona Góra 1993, II wyd. Warszawa 2001, III wyd. Warszawa 2007)
- Encyklopedia dawnej broni i uzbrojenia ochronnego (Warszawa 2017)